# جونا بليشمان
جونا بليشمان (بالإنجليزية: Jonah Blechman)‏ مواليد 8 فبراير 1975 في مقاطعة سان ماتيو، الولايات المتحدة، هو ممثل ومنتج أمريكي بدأ مسيرته الفنية سنة 1993.

## الأعمال
- حياة هذا الفتى
- جزيرة الكنز

## روابط خارجية
- جونا بليشمان على موقع IMDb (الإنجليزية)
- جونا بليشمان على موقع ألو سيني (الفرنسية)
- جونا بليشمان على موقع أول موفي (الإنجليزية)
- جونا بليشمان على موقع قاعدة بيانات الأفلام السويدية (السويدية)
- جونا بليشمان على موقع إن إن دي بي (الإنجليزية)
- جونا بليشمان على موقع قاعدة بيانات الفيلم (الإنجليزية)
- جونا بليشمان على موقع كينوبويسك (الروسية)